# 武田佐知子
武田 佐知子（たけだ さちこ、1948年 - ）は、日本の歴史学者。大阪大学名誉教授。専門は日本古代史、服装史、女性史。

## 略歴
東京生まれ。1967年東京学芸大学附属高等学校卒業、1971年早稲田大学第一文学部卒業（日本史学専攻）。1977年早稲田大学大学院文学研究科史学専攻修士課程修了。1985年東京都立大学 (1949-2011)大学院人文科学研究科史学専攻博士課程修了、『古代国家の形成と衣服制 袴と貫頭衣』で文学博士の学位を取得。1985年4月大阪外国語大学外国語学部助教授、1997年1月教授、2007年10月大阪大学大学院文学研究科教授、同月大阪大学理事・副学長、2014年定年退官、2014年4月追手門学院大学基盤教育機構教授。2015年4月追手門学院大学地域創造学部学部長。
中学校社会科の教師になることが夢で、学者になろうという気はなく、電子工学研究者・藤原英二（東京工業大学教授）と結婚。家事・育児は協力するからと勧められて大学院へ進み、研究者になった。武田は旧姓で、国立大学の教官としては初めて「夫婦別姓」を実現させた。

### 学内における役職
- 2007年10月　国立大学法人大阪大学理事・副学長[2]
- 2015年4月　追手門学院大学地域創造学部学部長

### 学外における役職
- 2004年4月　星槎大学共生科学部客員教授

## 受賞・栄典
- 1985年度 - サントリー学芸賞
- 1995年度 - 濱田青陵賞（女性としては唯一の受賞）
- 2003年 - 紫綬褒章[3]
- 2021年秋 - 瑞宝中綬章[4][5]

## 著書

### 単著
- 『古代国家の形成と衣服制―袴と貫頭衣』（吉川弘文館＜戊午叢書＞　1984年）
- 『信仰の王権　聖徳太子―太子像をよみとく』（中公新書　1993年）
- 『衣服で読み直す日本史―男装と王権』（朝日選書　1998年）
- 『娘が語る母の昭和』（朝日選書、2000年）
- 『古代日本の衣服の変遷－貴族の服装と庶民の貫頭衣－』（アートデイズ刊 <CDロム版>　2010年）
- 『古代日本の衣服と交通―装う王権つなぐ道―』（思文閣出版　2014年）
- 『いにしえから架かる虹―時と装いのフーガ』（いりす・同時代社　2014年）

### 共著
- 『礼服　 天皇即位儀礼や元旦の儀の花の装い』津田大輔共著（大阪大学出版会　2016年）

### 編著
- 『一遍聖絵と中世の光景』（ありな書房　1993年）

- 『虹の橋かかれ―武田道子書・歌遺作集』（嵯峨野書院　1997年）
- 『一遍聖絵を読み解く―動き出す静止画像』（吉川弘文館　1999年）
- 『太子信仰と天神信仰 信仰と表現の位相』　（思文閣出版　2010年）
- 『着衣する身体と女性の周縁化』　（思文閣出版　2012年）

### 記念論文集
- 『交錯する知―衣装・信仰・女性』　（思文閣　2014年）